# Nie trzeba głośno mówić

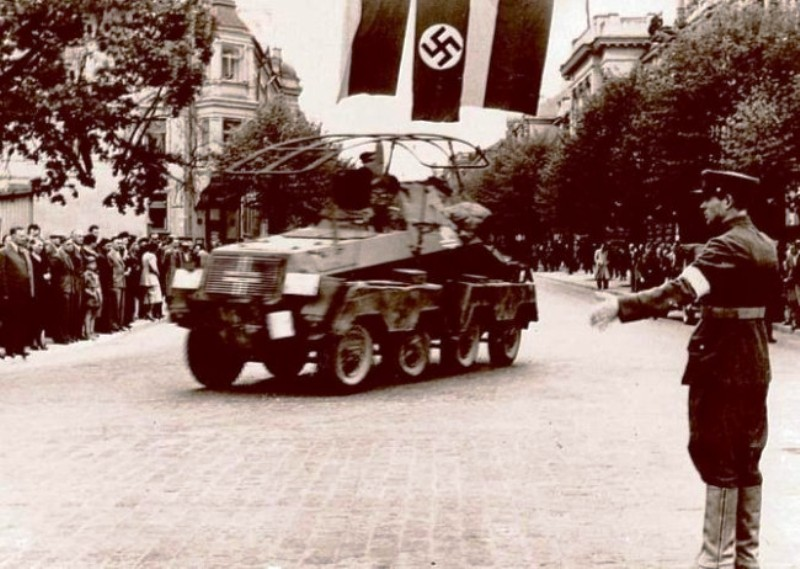
Litewski policjant kieruje ruchem niemieckich pojazdów w zdobytym Wilnie, al. Mickiewicza, 1941

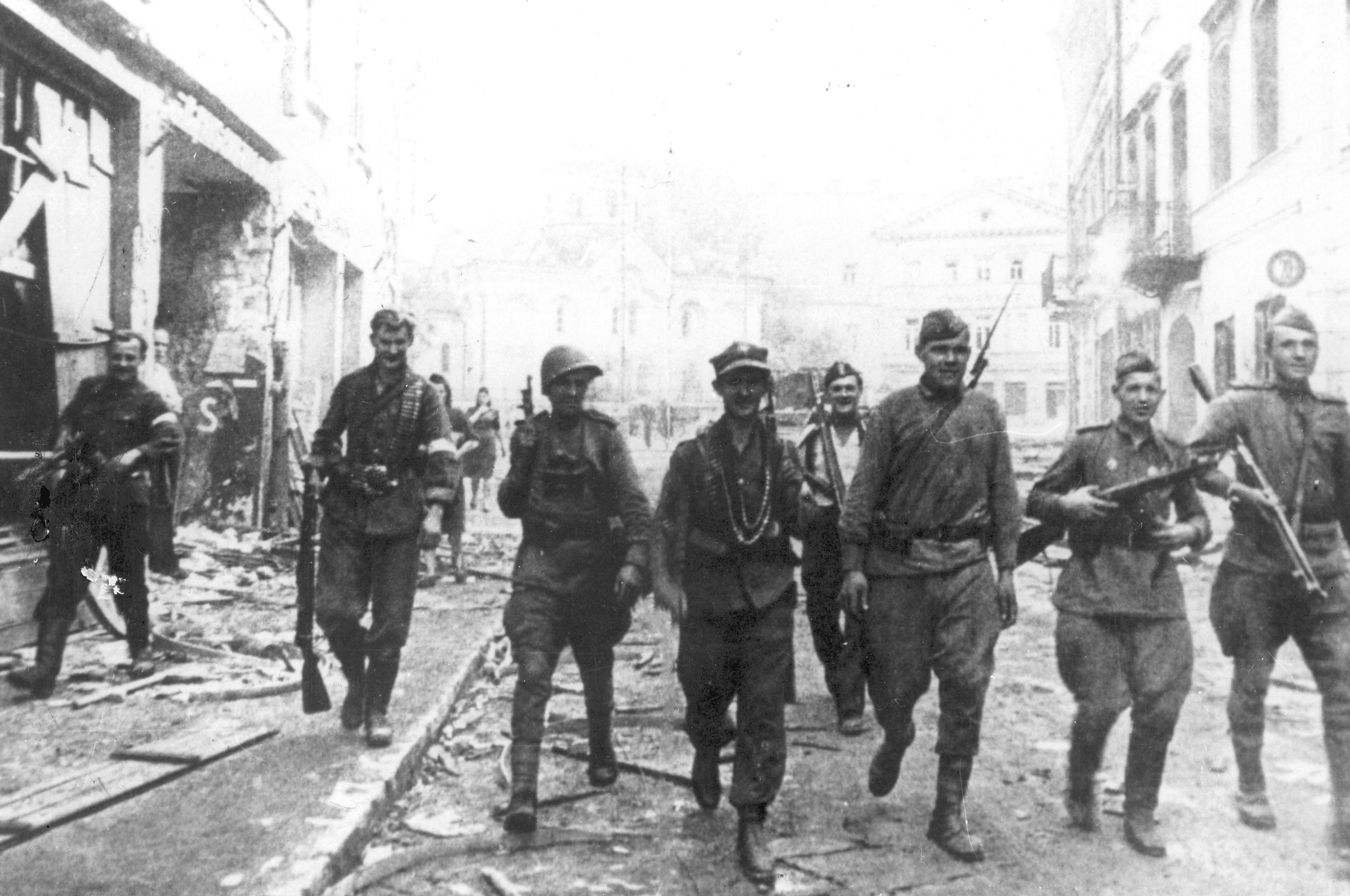
Żołnierze AK i czerwonoarmiści w zdobytym Wilnie, ul. Wielka, 1944

Nie trzeba głośno mówić – powieść Józefa Mackiewicza, wydana po raz pierwszy przez Instytut Literacki w Paryżu w roku 1969. Akcja powieści dzieje się głównie w Wilnie i na Wileńszczyźnie, ale poszczególne epizody obejmują też Mińsk, wschodnią Białoruś i Warszawę; jej ramy narracyjne zamykają się w latach 1941–1945. Fabuła osadzona jest w środowisku polskiej konspiracji; wśród wielu postaci brak jest zdecydowanego protagonisty. Główna problematyka powieści dotyczy stosunku ruchów narodowych do zagrożenia niemieckiego i radzieckiego. Główna teza książki to przekonanie, że nacjonalizmy nie pozwoliły Polakom, Litwinom i Białorusinom zjednoczyć się w walce z totalitaryzmami, a Polaków dodatkowo uczyniły podatnymi na sowietyzację. Powieść wywołała ogromne kontrowersje na emigracji, gdzie zarzucano jej fałszowanie obrazu polskiego państwa podziemnego. Przez współczesnych historyków literatury oceniana jest na ogół wysoko lub czasem wręcz traktowana jako arcydzieło.

## Antecedencje i powstanie powieści
Opisany potem w powieści okres od czerwca 1941 do maja 1944 Mackiewicz spędził na Wileńszczyźnie; nie uczestniczył w polskiej konspiracji, ale znał osobiście wielu członków ZWZ i AK, np. Sergiusza Piaseckiego; był także bezpośrednim świadkiem niektórych wydarzeń, np. mordu w Ponarach. Powieściowe epizody z życia w Warszawie wiosną i wczesnym latem 1944 również oparte są na własnych doświadczeniach; w okresie od maja do lipca 1944 przebywał w stolicy i miał kontakt z konspiracyjnymi strukturami. Epizody z powstania warszawskiego i oflagu są natomiast całkowicie oparte na relacjach, bo w czasie walk powstańczych autor przebywał poza Warszawą, a w niemieckim obozie jenieckim nigdy nie był.
Niektóre wydarzenia z okresu okupacji niemieckiej, które potem zostały opisane w powieści, Mackiewicz przedstawił wcześniej w drobniejszych utworach, publikowanych w emigracyjnej prasie polskiej. Tak było np. z opowiadaniem Ponary baza, umieszczonym w zbiorze W oczach pisarzy (Rzym 1947), a które potem w niemal niezmienionej formie jako rozdział XLIV znalazło się w powieści. Niektóre teksty publicystyczne, które opublikował wcześniej, po odpowiednich przeróbkach także znalazły się potem w powieści, np. te z artykułu Nudis verbis (Londyn 1947) zostały wykorzystane w rozdziale LXXXII.
W roku 1955 Mackiewicz opublikował swoją pierwszą powieść, Droga donikąd. Jej akcja umiejscowiona jest na Wileńszczyźnie, a fabuła obejmuje okres okupacji radzieckiej w latach 1940–1941. Za kilkanaście lat niektóre postacie książki, tak główne jak Konrad, drugoplanowe jak Raczenko czy epizodyczne jak Henryk, znajdą drogę na karty Nie trzeba głośno mówić. Z kolei trzecia powieść Kontra (1957) podejmuje tematykę Rosjan byłych obywateli ZSRR, którzy w czasie wojny walczyli po stronie III Rzeszy; aczkolwiek z innymi protagonistami, ten wątek będzie stanowił jeden z kluczowych w Nie trzeba głośno mówić.
Nie trzeba głośno mówić jest szóstą i ostatnią powieścią Mackiewicza; poprzednią autor wydał w roku 1965. W datowanym na marzec 1968 liście autor stwierdza, że do tego czasu praca nad ciągle jeszcze nieskończoną powieścią „zabrała mi przeszło dwa lata”; według zamieszczonej w wydanej już książce dedykacji, praca trwała dwa i pół roku; z obu wypowiedzi wynika, że zaczął pisać lub zbierać materiały pod koniec roku 1965 lub w początkach 1966. Mackiewicz miał wtedy 63 lata i wraz z Barbarą Toporską mieszkał w Monachium. W Polsce pisarz objęty był całkowitym zakazem cenzorskim, a na emigracji miał status osoby kontrowersyjnej; właśnie w drugiej połowie lat 60. nasiliła się skierowana przeciw niemu krytyka, związana z domniemaną kolaboracją z Niemcami w okupowanym podczas wojny Wilnie. Podjęcie w powieści tematyki wileńskiej konspiracji, w tym kwestii priorytetyzacji między zagrożeniem niemieckim i radzieckim, stanowiło pośrednio głos w sprawie osobistej.
Żadne ze źródeł nie wyjaśnia, dlaczego autor zdecydował się na publikację w Instytucie Literackim; cztery z poprzednich powieści wydał w różnych londyńskich domach wydawniczych, a w Instytucie opublikował tylko jedną, w roku 1957. Od początków roku 1968 Mackiewicz korespondował z Giedroyciem na temat powieści, którą przedstawiał jako „wielką epopeę frontu wschodniego ubiegłej wojny, od przemilczanej dotychczas strony nieskończonych powikłań na tyłach. Słowem próba napisania jak było naprawdę, czyli innymi słowy 'o czym nie wolno głośno mówić'”. Wyjaśniał, że potrzebuje jeszcze około pół roku na skończenie książki. Giedroyc wyrażał się o powieści pozytywnie, choć sugerował zmiany, przedstawiające w nieco lepszym świetle obraz polskiej konspiracji. Ostatecznie zgodził się na wydanie pracy w wersji autorskiej i bez zmian.

## Dedykacja, przedmowa i inne
- książka dedykowana jest osobom, które „w ciągu dwu i pół lat pracy nad książką” przyszły autorowi „z pomocą materialną”. Oprócz anonima ze Szwajcarii, z nazwiska wymienieni są Tadeusz Zabłocki i Juliusz Sakowski z Anglii, Józef Młynarski z Niemiec, Zofia Kirsch ze Szwajcarii i Alfons Jacewicz z Meksyku[9]
- w jednostronicowej Przedmowie autor objaśnia, że powieść jest chronologicznie dalszym ciągiem Drogi donikąd i że niektóre postacie tam występujące albo pojawiają się na kartach książki, albo się o nich wspomina. Mackiewicz tłumaczy też wplecenie w akcję postaci historycznych, powołując się na zasadę nieograniczonej swobody literackiej, a podział na „fiction” i „non-fiction” deklaruje jako anachroniczny[10]
- na końcu książki umieszczona jest bibliografia. Autor twierdzi, że „odmalowując tło historyczne” konsultował wyliczone prace. Lista zawiera ok. 90 pozycji, głównie rosyjskich, polskich i niemieckich. Wśród nich znalazła się również Kontra samego Mackiewicza[11]
- książkę zamyka spis osób, czyli indeks postaci wymienionych w powieści. Zawiera nie tylko protagonistów, ale także osoby, o których jedynie wspomina się, np. gen. Olbrichta, razem ok. 550 osób[12]

## Postacie

### Główni bohaterowie
- Henryk, ps. „Gruby”, przed wojną pracownik magistratu wileńskiego, teraz szofer i mechanik, mieszkający na przedmieściu z Haliną, mało entuzjastyczny działacz polskiej konspiracji o zdecydowanie antyradzieckich poglądach, w lipcu 1944 ślad po nim zaginął
- Leon, dawny przyjaciel Henryka, prowadził konspiracyjny punkt kontaktowy w kiosku gazetowym na dworcu w Wilnie, dowódca plutonu w powstaniu warszawskim, potem w oflagu, doczekał wyzwolenia przez Brytyjczyków
- Halina, żyjąca w nieformalnym związku z Henrykiem i mieszkająca z nim na przedmieściu, w 1945 z dziećmi Klaudii wyjechała do Polski
- Anton Panisienko, syn Władimira, inżynier w Moskwie; przez linię frontu wrócił do Mińska, w Berlinie obracał się w środowisku proniemieckich emigrantów rosyjskich, potem znowu w Mińsku, w Warszawie pracował dla polskiej konspiracji, zginął przypadkowo w pierwszych chwilach powstania warszawskiego

### Postacie drugoplanowe
- Wulfka, ukrywający się Żyd wileński, przed wojną szofer, zamordowany w Ponarach
- Raczenko vel Nikitin, starszy lejtnant, w latach 1940–1941 w wileńskim NKGB, po szkole spadochronowej w Moskwie zrzucony za linią frontu na Białoruś, prowadził działalność sabotażowo-terrorystyczną
- Serafim, archimandryta prawosławny, umiarkowany i rozsądny, oddany swojej misji apostolskiej; zabity przez niezidentyfikowanych partyzantów
- Franciszek Brzozowicz, białoruski poeta i dramaturg, prowadził białoruską gazetę kolaboracyjną, stawiał na Rosenberga i Ostministerium, zamordowany przez radzieckiego agenta; postać wzorowana na Franciszku Olechnowiczu
- Zygmunt Andruszkiewicz (1912–1943), postać historyczna, jeden z liderów polskiej konspiracji na Wileńszczyźnie, aresztowany przez Gestapo, powiesił się w celi; w powieści zdawał sobie sprawę z radzieckiego niebezpieczeństwa i był zwolennikiem współpracy z innymi narodami przeciw Sowietom
- Hans Muller, oficer Abwehry, w kontakcie z Ostministerium usiłował zbudować proniemieckie rosyjskie zaplecze polityczne, być może zamieszany w spisek przeciw Hitlerowi, popełnił samobójstwo
- Pożełas, leśniczy, członek nacjonalistycznej konspiracji litewskiej, znajomy Henryka, zginął w walce z polską partyzantką
- Romuald Ławrynowicz, były agent dwójki, nienawidził bolszewików, początkowo współpracował z polską konspiracją w Mińsku, ale odmówił, gdy uznał, że beneficjentami tej współpracy będą Sowieci, zamordowany przez nieznanych sprawców
- Rogożin, emigrant rosyjski, w Wilnie aktywny na czarnym rynku, miał niejasne powiązania z berlińską emigracją rosyjską, zamordowany przez nieznanych sprawców
- „Pułkownik”, zastępca dowódcy polskiej konspiracji wojskowej na Wileńszczyźnie
- Klaudia Kalinowska, kuzynka Haliny, kokietka, mąż w oflagu, dwójka dzieci; ukrywała Żydówkę, którą po wyłudzeniu wszystkich kosztowności prawdopodobnie wydała, intensywnie handlowała na czarnym rynku, zamordowana podczas napadu rabunkowego
- Bazyli Zacharow, lider zamieszkałej przez staroobrzędowców wsi Zacharki na wschodniej Białorusi, współpracował z Niemcami, ale na własnych zasadach, pod koniec wojny uchodził przed frontem na zachód
- Nastasja Ipolitowna Blaser, Rosjanka, pracownica berlińskiego Ostministerium, pomagała Panisience, po kapitulacji Niemiec tłumaczka u Amerykanów

### Postacie epizodyczne
- Radwan, inteligent linotypista, zecer w konspiracyjnej drukarni
- Konrad, konspirator, inteligent uważający się za racjonalistę, w rzeczywistości sekciarz oddany mitom o aliantach zachodnich
- Kurczyńska, nauczycielka, w polskiej konspiracji, pomagała Leonowi prowadzić kiosk na dworcu, aresztowana przez Gestapo
- Janina Narkowska, fanatyczna Polka konspiratorka, pod pozorem wypożyczalni książek prowadziła punkt kontaktowy
- Julian Przyrostowski, warszawski kuzyn Leona, konspirator, ale przede wszystkim spekulant żyjący w luksusie, rozstrzelany przez Niemców
- Sergiusz Piasecki (1901–1964), postać historyczna, uczestnik polskiej konspiracji, znajomy Henryka, specjalista od brudnej roboty
- Drużko, były przewodniczący radzieckiej rady gminnej, szantażowany przez Raczenkę popełnił samobójstwo
- Watrycy, w konspiracji w Wilnie i Warszawie
- Jadzia, siostra Hali, prowadziła kawiarenkę w Wilnie, w konspiracji łączniczka
- Chariton Aleksandrowicz Chatagow, radziecki agent w proniemieckiej administracji w Mińsku, doprowadził do aresztowania Panisienki
- Władimir Panisienko, stróż domu archirejskiego w Mińsku, ojciec Antona, aresztowany przez Gestapo
- Siłamikiel, sotnik kozacki stacjonujący w Warszawie, źródło informacji Leona, podkochiwał się w kelnerce Dorocie
- Wilenas, docent filozofii, jeden z liderów litewskiej konspiracji w Wilnie, miał dobre kontakty z Niemcami, rozmawiał też z Polakami
- Staś Sakowicz, mieszkaniec Ponar, szofer w HKP, zginął w zasadzce
- Skowroński, w polskiej konspiracji, specjalista od logistyki, potem w oddziale AK zmierzającym na koncentrację pod Wilnem
- Michał Dederko, radziecki lejtnant, spadochroniarz, jako ranny i zagrażający grupie zabity przez Raczenkę
- Kuszelenko, za Sowietów przewodniczący kołchozu, za Niemca burmistrz wsi Tarankowicze, sprytny gracz na obie strony
- Kołożyn, były żołnierz radziecki, potem szef niemieckiej policji pomocniczej w Tarankowiczach, nie chciał przyłączyć się do oddziału Raczenki
- Jan van Orley, Belg, ochotnik Waffen-SS, przypadkowy towarzysz podróży Panisienki, zginął w zasadzce partyzantów
- Eugeniusz Botlarewski, brat Teodora, rosyjski emigrant w Warszawie, zamordowany przez Gestapo, postać wzorowana na Eugeniuszu Kotlarewskim
- Teodor Botlarewski, brat Eugeniusza, rosyjski emigrant w Warszawie, zamordowany przez Gestapo, postać wzorowana na Teodorze Kotlarewskim
- Pauliuta, piękna tatarska żona Kuszelenki
- Dorota, piękna warszawska kelnerka, adorowana przez Siłamikiela i Leona, zginęła w powstaniu
- Anatol Uszkow, wozak, przechowywał początkowo Wulfkę
- Onufry Jurczyk, zastrzelony w zasadzce Raczenki
- Sawicz, wuj Jurczyka, zastrzelony w zasadzce Raczenki

Powieść zawiera wiele rozdziałów, które nie przedstawiają fikcyjnej narracji, ale opisują albo szeroką panoramę wydarzeń (np. radziecką ofensywę „Bagration” z czerwca 1944) albo domniemane wydarzenia kuluarowe (np. rozmowy Własowa z Himmlerem). Protagoniści tych rozdziałów, czyli powszechnie znane postacie historyczne, nie są uwzględnieni na powyższej liście.

## Fabuła
Powieść podzielona jest na części, których tytułami są kolejne lata.

### 1941
Rozdziały I–XV: Wilno. Wkrótce po zajęciu miasta przez Niemców działający w polskiej konspiracji Leon za pośrednictwem litewskiego kolaboranta uzyskał koncesję na prowadzenie kiosku z gazetami na dworcu; kiosk ten stał się potem punktem kontaktowym. Żyd Wulfka poprosił Henryka i Halinę o ukrycie swojej siostry; Halina skontaktowała ją z mieszkającą na przedmieściu kuzynką Klaudią, która zgodziła się przyjąć Żydówkę. Nieznajomy delegat polskiej konspiracji z Warszawy wciągnął Henryka do organizacji zaplecza logistycznego dla sabotażowej akcji Wachlarz na Mińszczyźnie. W ramach przygotowań Henryk odwiedził białoruskiego działacza i literata Brzozowicza, prosząc go o adresy zaufanych ludzi w Mińsku. Z poznanym w Wilnie archimandrytą Serafimem oraz korzystając z jego oficjalnego statusu pojechał samochodem do Mińska i szczęśliwie przewiózł potrzebne materiały wybuchowe. Na miejscu zatrzymał się u Ławrynowicza, gdzie spędził jakiś czas w oczekiwaniu na dokumenty i możliwość powrotu do Wilna. W tym czasie Wulfka musiał uciekać ze swojej wileńskiej kryjówki i dzięki pomocy tamtejszego proboszcza znalazł schronienie w podziemiach kościoła Wszystkich Świętych. Anton Panisienko podczas chaosu i paniki w Moskwie wyjechał na zachód, przekroczył linię frontu i wrócił do swojego ojca do Mińska.

### 1942
Rozdziały XVI–XXXVII: Dzięki wyłudzonym od ukrywanej Żydówki kosztownościom i z pomocą Rogożina Klaudia stała się znaną postacią na wileńskim czarnym rynku. Raczenko przeszedł w Moskwie szkolenie, a następnie został zrzucony nad Białorusią. Do Mińska przyjechał wysłannik polskiego podziemia z Warszawy; gdy Ławrynowicz zorientował się, że konspiracyjna akcja de facto będzie wspierać Sowietów przeciw Niemcom, odmówił dalszej współpracy. Pod nieobecność Henryka został wkrótce zamordowany przez nieznanych sprawców. Henryk po odkryciu zabójstwa schronił się u starego Panisienki, którego wcześniej polecił mu archimandryta. Z poznanym tam Jurczykiem i obawiając się obławy, wyjechał z Mińska w jego rodzinne strony na wschód. Po drodze we wsi Tarankowicze przypadkowo natknął się na Raczenkę. Po pijackiej awanturze Raczenko zorganizował zasadzkę, z której Henryk wydostał się ciężko ranny. Odnaleziony przez starowierów ze wsi Znachorki został podleczony i doszedł do siebie, pomógł też starowierom odeprzeć atak estońskiego plutonu policyjnego. Latem wrócił do Wilna i do Haliny. Rozmawiał z członkiem litewskiej konspiracji Pożełasem nt. ewentualnej współpracy. Hans Muller odwiedził w Mińsku młodszego Panisienkę i polecił mu udać się do Berlina, do Ostministerium. Tam Panisienko dołączył do proniemieckich emigrantów rosyjskich.

### 1943
Rozdziały XXXVIII–LXII: Na prośbę Andruszkiewicza Henryk opracował memoriał o tym, co widział na wschodzie; uczestniczył też w chaotycznych naradach polskiej konspiracji. Rozmawiając z konspiratorami białoruskimi i ukraińskimi przekonał się o narastającej rywalizacji nacjonalizmów. Po aresztowaniu Andruszkiewicza bezskutecznie usiłował ratować go, m.in. poprzez kontakty z Pożełasem, ale sam stał się podejrzany; rozeszły się plotki, że polskie podziemie wydało na niego wyrok śmierci. „Pułkownik” skierował go do pracy w niemieckiej komórce transportu samochodowego HKP, w ramach której m.in. woził niemieckie uzbrojenie dla polskiej partyzantki. Wulfka, który nie mógł już wytrzymać w podziemiach kościoła, przedostał się do getta, ale wkrótce został wywieziony do Ponar i zamordowany. Panisienko dostał delegację z Berlina do Mińska, gdzie usiłował romansować z córką sąsiadki Maryną. Ta była jednak szantażowana przez radziecką konspirację i podłożyła bombę, która zabiła niemieckiego komisarza w Mińsku. Na wieść o tym Panisienko uciekł z przypadkowo spotkanym belgijskim ochotnikiem Waffen SS, jadącym z Mińska do Wilna. Po drodze wpadł w zasadzkę partyzantów, z której udało mu się wydostać; w Wilnie pomocy udzielił mu Rogożin. Klaudia, która wydała ukrywaną Żydówkę, sama zginęła w napadzie rabunkowym.

### 1944
Rozdziały LXIII–LXXXIX: Działający nadal w konspiracji Leon podczas strzelaniny na ulicach Wilna uniknął aresztowania przez Niemców, kilka dni ukrywał się u Narkowskiej i spał z dwoma lokatorkami jednocześnie, a potem obawiając się rozpoznania wyjechał do Warszawy. Pracując nadal w HKP Henryk spotkał znowu Serafima, który wkrótce zginął w zasadzce zorganizowanej na drodze przez niezidentyfikowanych partyzantów. Po raz kolejny Henryk wiózł niemieckie uzbrojenie dla polskich oddziałów leśnych. W trakcie jednej z wypraw natknął się na antypolski oddział litewskich sił porządkowych i ranny podczas strzelaniny, z trudem uszedł z życiem. Dochodził do siebie w przypadkowych wsiach, a następnie przy polskim oddziale partyzanckim, który w ramach akcji Burza zmierzał na koncentrację pod Wilnem. Uważając to za formę pomocy Sowietom Henryk odmówił swojego udziału; spotkał też staroobrzędowców ze Znachorek, uchodzących na zachód. Hans Muller popełnił samobójstwo. Panisienko dostał się z Wilna do Warszawy, gdzie dołączył do polskiej konspiracji; zaprzyjaźnił się z kozackim sotnikiem i zbierał informacje nt. ruchów wojsk niemieckich; zginął przypadkowo w pierwszym dniu powstania. Leon także działał w warszawskiej konspiracji, a w czasie powstania dowodził plutonem; po kapitulacji znalazł się w oflagu.

### 1945
Rozdziały XC–XCIII: Halina nie doczekała się powrotu Henryka i z przygarniętymi dziećmi Klaudii wyjechała do Polski. O Henryku brak było pewnych informacji, plotki wiązały go m.in. z wysadzeniem w powietrze radzieckiego transportu na dworcu w Wilnie w początkach roku. Leon w oflagu doczekał nadejścia frontu radzieckiego; wraz z wszystkim jeńcami i domagając się niemieckiej eskorty, polscy oficerowie uciekli na zachód. Ostatecznie zostali wyzwoleni przez Brytyjczyków.

## Tytuł
W powieści pojawia się kilka epizodów, nawiązujących do tytułu książki.
- W rozdziale XXXVII narrator opisując proces rekrutacji Rosjan do niemieckich służb pomocniczych wspomina, że wobec sprzeciwu Hitlera „dowództwa wojskowe przestały o nich głośno mówić”[18].
- W rozdziale LIII Henryk i Skowroński rozmawiają przy wódce o losach wojny. Skowroński uważa, że nieformalna współpraca AK z Niemcami powinna być trzymana w tajemnicy, jako grożąca polityczną kompromitacją. Rekomenduje przyjęcie radzieckiej metody bezczelnych kłamstw i zaprzeczania w żywe oczy; podkreśla, że „dla dobra Rzeczpospolitej” jest to dopuszczalne. Kończy mówiąc: „Powie pan, że to cyniczne? Nie zaprzeczę. Ale co nie jest cyniczne, powiedz pan, na wojnie?”. Henryk odpowiada: „Nie to powiem. Tylko nasze staropolskie: 'po co o tym głośno mówić'”[19].
- W rozdziale LXXIII Henryk rozmawia z archimandrytą Serafimem o religii. Wskazując, że doktryna może ulegać zmianie, twierdzi że „życie może zmienić wiarę”. Serafim reaguje gwałtownie: „tego nie wolno mówić, panie Henryku”[20].
- W rozdziale LXXIX opisana jest rozmowa kilku liderów warszawskiej konspiracji, w której uczestniczy Leon. Nieznany prelegent wspomina, że PPR robi władzom londyńskim dywersję i że w odwecie mały sabotaż malował antykomunistyczne hasła na ścianach; nadal robi to NSZ, a Niemcy nie każą ścierać graffiti. „Tylko naturalnie, nie trzeba o tym głośno mówić”, podkreśla prelegent[21].
- W rozdziale LXXXIII konspiratorka, u której przemieszkiwał Leon, pani Stefania, odnajduje go na mieście i ostrzega przed kotłem. Leon dziwi się skąd wiedziała, gdzie go szukać; pani Stefania odpowiada, że słyszała jego rozmowę w domu przez telefon, i dodaje, że „nie należy tak głośno rozmawiać przez telefon”. Leon odpowiada, że „a jednak tym razem, gdybym głośno nie mówił, byłbym zgubiony, nie?”[22].
- W rozdziale LXXXVIII Leon jest świadkiem rozmowy dwu oficerów AK, mającej miejsce w dniu kapitulacji powstania. Jeden wspomina, że chętnie napiłby się piwa. Drugi pokazuje ręką na otaczające ich ruiny Warszawy i krzyczy „proszę bardzo! nawarzyliśmy go dosyć!”. Ten pierwszy z kolei odpowiada: „Nie trzeba ani tak mówić, ani tak wykrzykiwać”[23].
- W rozdziale XCIII polscy oficerowie, jeńcy oflagu, uciekają przed nadciągającą armią radziecką i przekupują niemieckich strażników, żeby ich pilnowali. Jeden z oficerów pyta drugiego czy widział już taki paradoks, ten odpowiada że nie. Wtedy ten pierwszy zauważa: „tylko nie trzeba będzie o tym głośno mówić”[24].

## Poetyka powieści

### Narracja
Nie trzeba głośno mówić jest oparta na tradycyjnej, chronologicznej i przedstawianej z jednolitej perspektywy narracji; w związku z tym Czesław Miłosz scharakteryzował ją w swojej historii literatury polskiej jako „'old-fashioned’ novel”. Inny autor uważa jednak odwrotnie, a mianowicie kwestionuje linearność konstrukcji i wskazuje, że „jedną z niecodziennych metod narracji, zapożyczonych z Wojny i pokoju Tołstoja, jest prowadzenie dwóch niemal równoległych wątków, w pewnym momencie poszerzonych o wątek trzeci”. Kolejny historyk literatury proponuje jeszcze jedno ujęcie, uwypuklając jego zdaniem amorficzność fabuły przy jednoczesnej jasnej i logicznej wymowie opisywanych wydarzeń: „the plot cannot be easily told – it is too fatty, full of senseless slaughter, enmity and death. But the historical facts arrange themselves with remarkable orderliness and logic”.

### Polifonia i monofonia
Część krytyków uważa powieść za polifoniczną: „epika Mackiewicza nie prezentuje się w postaci zaangażowanych powieści z tezą, ani w formie monofonii”, wyrażane w dialogach poglądy zgodne z poglądami samego Mackiewicza nie muszą być reprezentowane przez porte-parole autora, którego zresztą najczęściej nie ma wcale. Ten sam historyk wskazuje, że „narrator Nie trzeba głośno mówić jest (także w porównaniu z Lewą wolną) o wiele bardziej zdystansowany i niejednoznaczny. Przytaczanie przez niego faktów obiektywnych ma charakter demonstracyjnie rzeczowy (częste wyliczenia liczbowe), natomiast komentarze do nich są najczęściej gorzkie i ironiczne”; weryfikacja wypowiadanych przez protagonistów opinii następuje poprzez następujące wydarzenia. Elementem wspomnianej polifonii jest fakt, że „za równorzędnych bohaterów głównych uznać należy Henryka („Grubego”) i Leona, obu dzielących przeżycia biograficzne pisarza”.

### Język
Kilku recenzentów zwróciło uwagę na język powieści, nasycony kresową polszczyzną, świadomie dawkowanymi rusycyzmami, żargonem czy charakterystyczną dla obszarów etnicznie niejednorodnych mieszanką językową, taką jak trasianka albo surżyk. Wskazują na to tak w przypadku dialogów – „jędrność, a zarazem swoista poetyckość tej frazy jest znakomitym przykładem opanowania przez Mackiewicza miejscowego idiomu” – jak gdy mowa jest o „partiach opisowych, gdzie umiejętnie wtrącone wyrażenia czy zwroty nadają fragmentom tym cech realizmu językowego w skali rzadko u innych pisarzy spotykanej”. Niektórzy twierdzą, że książka „charakteryzuje się także dużym nasyceniem tekstu indywidualnymi cechami stylu, nierzadko wręcz spotęgowanymi wobec wcześniejszej twórczości”. Oszczędna charakterystyka postaci, w parze z ich językową wyrazistością, ma za zadanie zbliżyć postacie „maksymalnie do czytelnika, uniknąć formalnego dystansu”.

### Realizm, faktografia, dokumentalizm
Za niezwykle charakterystyczny, wręcz unikatowy rys powieściopisarski Mackiewicza, najpełniej wyrażony właśnie w Nie trzeba..., niektórzy recenzenci uważają przeplatanie narracji rozdziałami o charakterze wykładu historycznego czy beletryzowanymi epizodami przedstawiającymi historyczne wydarzenia. Jeden autor policzył, że „wstawki te zajmują ok. jednej trzeciej objętości książki, ściśle mówiąc 34 na ogólną liczbę 94 rozdziałów”. Inny uznał, że powieść to „the best realisation of Mackiewicz’s model of ‘factographic’ prose”; zwrócił też uwagę na obecność bibliografii, typowej dla historiograficznej pracy naukowej i raczej niespotykanej w powieściach, kwalifikującej Nie trzeba... jako pracę o historii. Kolejny autor wskazał, że np. Stanisław Swianiewicz wymieniał powieść jako źródło historyczne. Z kolei innej badaczce powieść, ze względu na konstrukcję i „uporządkowany rok po roku czas” przypomina raczej poetykę kroniki.

## Powieść a prawda historyczna

### Odniesienia historyczne
Odmiennie niż np. Sprawa pułkownika Miasojedowa, zasadnicza akcja powieści nie jest oparta na faktach. Wyjątkiem jest ok. 20 niezwiązanych z fabułą rozdziałów, które kreślą szerokie tło wydarzeń i przedstawiają w beletryzowanych epizodach powszechnie znane postacie. Dialogi między nimi (np. rozmowa Stalina z Churchillem) są fikcyjne, choć mogą odzwierciedlać rzeczywiste, a autor dołożył starań, by posiłkując się źródłami prawidłowo datować fakty i podawać ogólny przebieg wydarzeń. Jedynymi postaciami historycznymi występującymi w powieści w rolach więcej niż całkowicie epizodyczne są Sergiusz Piasecki oraz Zygmunt Andruszkiewicz. Niektóre wydarzenia historyczne służą jako kanwa powieściowej narracji, np. zamach na mińskiego komisarza Kubego czy zabójstwo ryskiego patriarchy prawosławnego Sergiusza. Niektóre powieściowe postacie są wzorowane na realnych osobach, np. powieściowy Franciszek Brzozowicz przypomina białoruskiego literata Franciszka Olechnowicza. O niektórych realnych osobach się wspomina, np. o wileńskich dziennikarzach Ancerewiczu czy Wronie. Niektóre powieściowe postacie, także epizodyczne, bywają wzorowane na postaciach autentycznych. Dające się potwierdzić źródłowo cytowane w tekście dokumenty (np. memoriał Rzepeckiego z marca 1944, manifest PKWN), są na ogół przytoczone prawidłowo, choć często wybiórczo lub z drobnymi niedokładnościami. Geografia powieści ściśle odzwierciedla topografię Wilna; jego ulice i zaułki są zgodnie z rzeczywistością wspominane w narracji, choć kilku kluczowych powieściowych punktów Mackiewicz nie lokalizuje.

### Fikcja i pomyłki
Oprócz rozdziałów przedstawiających ogólne tło historyczne niemal wszystkie występujące w powieści postacie są fikcyjne, aczkolwiek Mackiewicz konstruując je prawdopodobnie wykorzystywał cechy osób historycznych czy znanych mu osobiście. Niektórzy powieściowi bohaterowie z racji swoich stanowisk identyfikowalni jako postacie historyczne (np. „Pułkownik”, zastępca dowódcy pionu wojskowego polskiej konspiracji na Wileńszczyźnie) nie przypominają swoich historycznych odpowiedników (w tym wypadku Lubosława Krzeszowskiego). Zdarzają się pojedyncze pomyłki, np. wspominany w powieści niemiecki komisarz Wilna Wulff na kartach książki za dostarczanie broni AK zostaje postawiony przed niemiecki sąd polowy i stracony; w rzeczywistości zginął podczas obrony Berlina w 1945. Funkcje niektórych mniej znaczących postaci historycznych są błędnie opisane. Zdarza się, że „w tych paru zdaniach popełnił Mackiewicz możliwie wielką ilość pomyłek lub przeinaczeń prawdy”, wynikających prawdopodobnie z niedostatecznie dokładnie przeprowadzonej kwerendy źródłowej. Wiarygodności niektórych dokumentów, przytaczanych w powieści (np. sympatyzującego z komunistami i PPR tekstu, jakoby opublikowanego w Żywią i Bronią) nie sposób zweryfikować, niektóre zawierają niewielkie pomyłki. Niekiedy w usta rzeczywistych postaci Mackiewicz wkłada na podstawie wątpliwych źródeł bardzo znaczące sformułowania (np. „Wilk” – Krzyżanowski do Putramenta: „w jednym punkcie ma pan rację: to bydło, ci obszarnicy”). Jak dotąd brak też kompetentnego komentarza historiograficznego nt. podziałów w kierownictwie III Rzeszy na tle polityki wschodniej, odmalowanych w powieści przez Mackiewicza.

## Kontrowersje

### AK a Niemcy
Kwestia na ile obraz polskiej konspiracji na Wileńszczyźnie jest przedstawiony trafnie od lat stanowiła i stanowi nadal punkt sporny. Szczególne kontrowersje dotyczą powieściowych epizodów, w których za zgodą albo wręcz z inicjatywy niemieckich władz okupacyjnych broń przekazywana była polskim oddziałom partyzanckim, mającym zwalczać partyzantkę radziecką. Rozmowy kierownictwa wileńskiej konspiracji z władzami niemieckimi oraz dostawy niemieckiej broni dla wileńskiej AK były faktem, natomiast krytycy Mackiewicza twierdzili, że zwłaszcza te drugie są nieprawdziwie przedstawione jako powszechna praktyka. Ich zdaniem Mackiewicz w kłamliwy sposób przedstawia polską konspirację na Wileńszczyźnie, imputując jej kolaborację z niemieckim okupantem.

### AK a Sowieci
Kolejny kontrowersyjny wątek dotyczy stosunku polskiej konspiracji niepodległościowej do Związku Radzieckiego. Krytycy twierdzili, że struktury państwa podziemnego i Armii Krajowej przedstawione są w powieści w sposób karykaturalny. Ich zdaniem autor niezgodnie z prawdą opisał je jako całkowicie lekceważące niebezpieczeństwo sowietyzacji kraju czy wręcz penetrowane przez elementy filoradzieckie, być może agenturalne. Mackiewiczowska krytyka operacji Ostra Brama, która w powieści przedstawiona jest jako polityczna głupota i kładzenie głowy pod radziecki topór, zostaje odrzucona; w tym ujęciu akcja Burza była jedyną sensowną opcją, pozostałą władzom państwa podziemnego w tragicznej sytuacji konfrontacji z dwoma wrogami.

### Własowcy
Krytykę wywołało powieściowe ujęcie sprawy generała Własowa i jego zwolenników. Zdaniem niektórych recenzentów Mackiewicz wybiela tzw. własowców; przedstawiając ich jako wrogów komunizmu w tragiczny sposób uwikłanych w historyczną pułapkę i cynicznie wykorzystywanych przez Niemców, autor jakoby sympatyzuje z ich sprawą. Ze swojej strony, krytycy widzą ich raczej jako tchórzliwych oportunistów, a przede wszystkim jako kolaborantów III Rzeszy. Dodatkowo są oni odpowiedzialni ze liczne zbrodnie popełnione w walce z partyzantką np. na Białorusi czy w Jugosławii. Co więcej, w części hołdują ideologii rosyjskiego nacjonalizmu, a w części są zezwierzęconymi degeneratami, winnymi m.in. mordów na ludności cywilnej podczas powstania warszawskiego.

### Stosunki w konspiracji
Wielu czytelnikom nie spodobał się zbiorowy obraz konspiracji wileńskiej, jaki wyłania się z charakterystyk poszczególnych bohaterów. Oprócz spraw obyczajowych (pijaństwo, stosunki damsko-męskie) wielu z nich to blagierzy, fanfaroni, hipokryci, ludzie interesowni albo odwrotnie, ślepo fanatyczni. Konspiracyjna dyscyplina przedstawiona jest jako coś w rodzaju moralnego terroru, szafującego wyrokami śmierci lub nawet winnego skrytobójczych morderstw. Jedność w obliczu zagrożenia i wierność władzom emigracyjnym zdaniem krytyków na kartach powieści staje się owczym pędem, kultywowaniem narodowej mitomanii, wiarą w serwowane z Londynu urojenia i złudzenia. Zjazd delegatów b. żołnierzy AK w Londynie uznał powieść za „paszkwil, który zniesławia władze Polski Podziemnej oraz dowództwo i żołnierzy Armii Krajowej”.

### Warszawa
Zdumienie i sceptycyzm wywołało przedstawienie w powieści sytuacji Polaków w okupowanej Warszawie. Piszący wskazywali, że konfrontując biedne Wilno ze stolicą, Mackiewicz dopuścił się groteskowych przerysowań. Czarny rynek kwitnie, powieściowi stołeczni konspiratorzy żyją w luksusowych warunkach, systematycznie raczą się wystawnymi obiadami i generalnie wiodą jedwabne życie, a ich stopa życiowa stanowi szokujący kontrast zwłaszcza w zestawieniu z losami niemal głodujących Wilnian. Krytycy podejrzewali, że w epizodach tych doszło do głosu zacietrzewienie Mackiewicza, który podczas pobytu w stolicy późną wiosną 1944 zderzył się z murem niechęci w stosunku do swoich alarmistycznych wobec potencjalnej sowietyzacji wywodów; na tej podstawie przedstawił obraz Warszawy jako „zwariowanej, lekkomyślnej, obojętnej na strzelaniny tu i ówdzie, dumnej ze swego bohaterstwa, wesołej”.

## Wątki autobiograficzne
W powieści brak jest postaci, którą można zakwalifikować jako wzorowaną na autorze czy też stanowiącą jego literacki porte-parole. Niektóre jego cechy ma Henryk: przede wszystkim jest to przekonanie, że najważniejszym wrogiem jest Związek Radziecki, połączone z krytycznym stosunkiem do ocenianej jako de facto proradziecka postawy AK. Podobnie jak Mackiewicz, Henryk utrzymywał dobre stosunki z Sergiuszem Piaseckim i przyjacielskie z Zygmuntem Andruszkiewiczem, być może w strukturach polskiej konspiracji zapadł też na niego wyrok śmierci; wreszcie, mieszka z i pozostaje w nieformalnym związku z kobietą. Pewien paralelizm widać częściowo w losach Leona, zwłaszcza w okresie, gdy ten pojawia się w Warszawie i natrafia na fanfaronadę tamtejszej konspiracji. Wiele kwestii, które niemal literalnie pojawiają się w publicystyce Mackiewicza, wygłaszają w dialogach różne postacie, jak miński konspirator Ławrynowicz, archimandryta Serafim czy nawet waloński ochotnik Waffen SS z Belgii Jan van Orley.

## Recepcja historycznoliteracka i czytelnicza

### Pierwsze reakcje
Wkrótce po ukazaniu się powieści, a więc w końcu lat 60. i w latach 70., wywołała ona skrajne opinie. Kilku emigracyjnych recenzentów – Janusz Kowalewski, Paweł Starzeński – uznało książkę za arcydzieło. Niewiele mniej entuzjastyczna była reakcja Tadeusza Norwida, który napisał, że „książkę […] czyta się jako przykuwającą powieść, epopeję zmierzchu polskości na dawnych kresach Rzeczypospolitej, ale jednocześnie jako akt oskarżenia polityki Polski niepodległej XX wieku”. Grupa rosyjskich pisarzy emigracyjnych po lekturze powieści zgłosiła kandydaturę Mackiewicza do literackiej Nagrody Nobla. W również generalnie przychylnych, ale nieco sceptycznych omówieniach wyrażono wątpliwości co do wierności faktom historycznym; Adam Pragier uznawał literackie prawo autora do tego, by warstwa emocjonalna zdominowała „prawdę artystyczną”, ale nie aby usprawiedliwiała prawdopodobnie liczne nieprawdy, zawarte w powieści. Podobnie Henryk Grynberg najpierw uznał, że „Mackiewicz jest obiektywny”, ale potem zastrzegł się, że „Mackiewicz nie jest jednak obiektywny do końca. Człowiek jest tylko człowiekiem, nawet wybitny pisarz. W końcowych partiach książki wyraźnie bierze górę uczucie, wielkie rozgoryczenie”; rozgoryczenie to ma przejawiać się w powieściowych szyderstwach, m.in. z naiwności współrodaków. Wskazywał też, że „za zbrodnię uważam współpracę ze zbrodniarzami”. Wit Tarnawski przyznawał Mackiewiczowi prawo do licentia poetica, ale wyrażał sceptycyzm wobec wiarygodności podanych w powieści faktów historycznych. Maria Danilewicz Zielińska uznała, że powieść cechuje „realizm posunięty do najwyższego stopnia”, ale jednocześnie wyraziła swoje wątpliwości wobec dyskusji o historii za pomocą „przebrania powieściowego, dopuszczającego swobodne oscylowanie między prawdą a fikcją”. W Polsce na Mackiewicza obowiązywał całkowity zapis cenzorski, jednak aby dokonać miażdżącej krytyki autora, z okazji wydania powieści zapis ten chwilowo zniesiono. Wojciech Sulewski w wielokrotnie przedrukowywanym tekście wskazał, że Mackiewicz prezentuje „nienawistny stosunek do wszystkiego co polskie”. Jerzy Milewski wyraził nadzieję, że powieść „pozwoli wreszcie zrozumieć, kim są naprawdę 'panowie z paryskiej 'Kultury'”. Wileński kombatant i autor Roman Korab-Żebryk widział powieść jako „paszkwil (...) hitlerowskiego kolaboranta, który przez niedopatrzenie historii uszedł spod szubienicy”.

### Koniec XX wieku
W ostatnich dekadach XX wieku na zachodzie różne postacie podejmowały próby zainteresowania tłumaczeniem Nie trzeba głośno mówić wydawców zagranicznych, ale bez powodzenia. Miłosz starał się o wydanie powieści w USA w wydawnictwie Macmillan; została ona jednak odrzucona z wyjaśnieniem, że wydawnictwo publikuje mało powieści oraz koszty tłumaczenia są zbyt wysokie. Gotthold Rhode z własnej inicjatywy przetłumaczył powieść na niemiecki i uzyskał początkowo entuzjastyczną reakcję wydawnictwa Bertelsmann, ostatecznie jednak w RFN książka się nie ukazała. Powodem miał być kontekst historyczny; w latach 80. w Niemczech miała miejsce debata historiograficzna, związana z wystąpieniem Ernsta Nolte; przedstawił on jakoby nazizm jako odpowiedź na komunizm. Wydawcy obawiali się, by wydanie powieści nie było interpretowane jako rehabilitacja hitleryzmu. Niektórzy niemieccy wydawcy ocenili natomiast, że książka jest chaotyczną zbitką scen fabularnych, dokumentów i beletryzowanych epizodów historycznych. Pomimo to w niektórych syntezach historycznoliterackich, podsumowujących literaturę polską drugiej połowy XX wieku, powieść została wspomniana. Stało się tak nie tylko w przypadku historyków polskich, którzy jak Miłosz zauważali, że „his passionate convictions give his prose a directness rarely met with in conteporary fiction” i uznawali dzieło za nieporównywalne do żadnej innej polskiej powieści z tego okresu z wyjątkiem Zasypie wszystko, zawieje Włodzimierza Odojewskiego. W rzadkich przypadkach Nie trzeba głośno mówić została też zauważona przez niepolskich literaturoznawców; z tytułu autorstwa tej powieści Mackiewicz wymieniony został jako jeden z dwu „emigre writers”, którzy „deserve recognition”. W latach 90. po upadku komunizmu w Polsce, również w kraju pojawiły się pierwsze entuzjastyczne opinie na temat powieści.

### XXI wiek
W XXI wieku polska krytyka historyczno-literacka pozostaje zdecydowanie przychylna, tak generalnie wobec twórczości prozatorskiej Mackiewicza, jak konkretnie wobec Nie trzeba głośno mówić. Miłosz uznał, że dylogia wileńska (razem z Drogą donikąd) stanowi swoisty „epos końca”, nie tylko pewnego kraju, ale też pewnej kultury. Autorzy tacy jak Jacek Bartyzel, Włodzimierz Bolecki, Grzegorz Eberhadt, Adam Fitas, Wacław Lewandowski, Grzegorz Łukomski, Kazimierz Maciąg, Dariusz Rohnka, Jacek Trznadel, Maria Zadencka i Marek Zybura w swoich pracach podkreślają artyzm powieści, choć nierzadko skupiają się bardziej na antykomuniźmie autora i wymowie ideowej powieści. W przypadku uwag stricte historyczno-literackich podkreślany jest przede wszystkim epicki rozmach, uchwycenie zmierzchu pewnej epoki kulturowo-cywilizacyjnej i „wielka tradycja realizmu”. Rzadko trafiają się jednak opinie, że Mackiewicz „nagiął prawdę historyczną dla podparcia swojej tezy politycznej” i winien jest „nieuczciwości pisarskiej”. Nie trzeba... została przez Krzysztofa Masłonia uznana za trzecią najlepszą polską powieść o wojnie. Nawet marksistowski historyk literatury Marian Stępień stwierdził, że wraz z innymi powieściami Mackiewicza Nie trzeba... wysunęła się „na czołowe miejsce realistycznej sztuki narracyjnej [na emigracji]”. Podtrzymywane są opinie o „arcydziele powieściowym”. W encyklopediach książka wymieniana jest w sekcjach poświęconych literaturze polskiej lat 1944–1989 jako „oryginalny wariant powieści dokumentalno-historycznej”, pojawia się także w encyklopediach obcojęzycznych. Niektórzy wskazują na kanoniczne miejsce powieści w historii literatury polskiej („stwierdzenie, że zarówno ostatnia powieść Józefa Mackiewicza, jak i jej autor zajmują w literaturze polskiej miejsce osobne, należy już do kategorii truizmów”) i na kierunkach polonistycznych niektórych uniwersytetów dzieło włączone jest do listy lektur obowiązkowych. Niektórzy publicyści oraz historycy literatury tytułu powieści używają jako synonimu hipokryzji, z którą jakoby zmierzył się Mackiewicz w całej swojej twórczości („oświetlił niejedną tajemnicę, wydobył na powierzchnię nie jedną, ale wiele takich prawd, o których 'nie trzeba głośno mówić'”). Zwrot „nie trzeba głośno mówić” stał się w polszczyźnie synonimem hipokryzji politycznej generalnie. Powieści poświęcono dwa artykuły monograficzne oraz obszernie analizowano ją w kilku innych pracach.

### Wśród czytelników i za granicą
Nakład pierwszego paryskiego wydania Nie trzeba głośno mówić z roku 1969 jest nieznany i żadne ze źródeł nie podaje, czy powieść była sukcesem komercyjnym albo czytelniczym. Podobnie nieznany jest nakład w londyńskich re-edycjach wydawnictwa Kontra z lat 1980 i 1985. Wiadomo natomiast, że w Polsce lat 80. dzięki wydawnictwom tzw. drugiego obiegu doszło do eksplozji popularności Mackiewicza. Nie trzeba... ze względu na swoje ogromne rozmiary stanowiła wyzwanie dla podziemnych edytorów i drukarzy; na podstawie składu londyńskiej Kontry z roku 1985 na bezdebitowym rynku ukazała się ona jako jedna z ostatnich powieści autora już pod koniec dekady. Pomimo że powieść wydały co najmniej 4 nielegalne oficyny wydawnicze, ich nakład, a tym samym zasięg czytelniczy, pozostaje nieznany. Kolejną re-edycję podjęła Kontra w roku 1993 i to wydanie już legalnie jako pierwsze trafiło do kraju. Dalsze losy edycyjne powieści podlegają kontrowersjom związanym z dyskusją nt. polityki wydawniczej właścicielki Kontry, Niny Karsov. Zdaniem jednych z niejasnych powodów starała się ona zminimalizować obecność Mackiewicza na polskim rynku. Zdaniem innych pomimo intensywnych akcji promocyjnych w latach 90. książki Mackiewicza nie sprzedawały się dobrze, rocznie nabywców znajdowało 200–500 egzemplarzy wszystkich jego dzieł, a pod koniec dekady w magazynach zalegało 21 tysięcy niesprzedanych i niechcianych przez księgarzy wolumenów. Do kolejnej re-edycji, również w wydawnictwie Kontra, doszło po 24 latach; jest to wydanie obecnie dostępne w księgarniach internetowych oraz w niektórych księgarniach stacjonarnych. Na rynkach zagranicznych powieść niemal nie istnieje. Próby wydania powieści w USA nie powiodły się początkowo z powodu obiekcji wydawców, a potem z powodu sprzeciwu Niny Karsov. Istnieją dwa tłumaczenia niemieckie Gottholda Rhode i Martina Pollacka, ale w początkach XXI wieku ponowna próba zainteresowania wydawców niemieckich nie powiodła się: wydawnictwo Suhrkamp stwierdziło, że powieść należy do innej epoki i nie znajdzie czytelników, natomiast Deutsches Kulturforum Östliches Europa Verlag uznało, że po pierwsze mogłoby stworzyć w Polsce wrażenie odwracania uwagi od niemieckich win, a po drugie, cytowane dokumenty wymagają długiej i drobiazgowej weryfikacji. W stosunkowo niewielkich nakładach powieść wydano natomiast w roku 2015 na Litwie (tłum. Aldona Baliulienė) oraz w roku 2022 w Rumunii (tłum. Constantin Geambașu).

## Wydania

### Polskie
- Instytut Literacki, Paryż 1969
- Kontra, Londyn 1980
- Kontra, Londyn 1985
- Maraton, s.l., s.a. (lata 80.)
- Międzyzakładowa Struktura Solidarności, s.l., s.a. (lata 80.)
- Kurs, s.l., 1989
- Baza, Warszawa 1990[94]
- Kontra, Londyn 1993
- Kontra, Londyn 2017

### Obcojęzyczne
- Nereikia garsiai kalbėti (Vilnius 2015)
- Nu trebuie să vorbeşti cu voce tare (Cluj-Napoca 2022)